# Bianca Pellegrini
Bianca Pellegrini, o Bianca Pellegrini d'Arluno, o semplicemente Blanchina (Como, 1417 – Torrechiara, 1480 circa), è stata una nobildonna italiana, famosa per essere stata l'amante del condottiero Pier Maria II de' Rossi, conte di San Secondo.

## Biografia
Era probabilmente la dama di compagnia della duchessa di Milano Bianca Maria Visconti e moglie del cavaliere Melchiorre di Arluno, funzionario amministrativo della potente famiglia di Filippo Maria Visconti prima e di Francesco Sforza poi. Alla corte del duca Filippo Maria, presso la quale si formò culturalmente, nel 1440 circa, conobbe Pier Maria II de' Rossi, che si innamorò di lei. Pier Maria fece ritorno a Parma e la giovane dama lo seguì.
Benché sposato (1428) con Antonia Torelli, figlia di Guido, feudatario di Montechiarugolo, Pier Maria fece edificare in onore di Bianca, tra il 1448 e il 1460, il castello di Torrechiara, che divenne il luogo di incontro dei due amanti. Volle che il pittore bresciano Benedetto Bembo decorasse la propria preziosa stanza da letto, la cosiddetta Camera d'Oro, i cui affreschi avrebbero perpetuato i suoi sentimenti per Bianca. Il conte di San Secondo dedicò all'amata anche la rocca dei Rossi di Roccabianca, eretta fra il 1446 e il 1463, residenza invernale della dama. Pier Maria rimase vedovo nel 1468 della moglie Antonia, ma non risulta che in seguito abbia sposato Bianca.

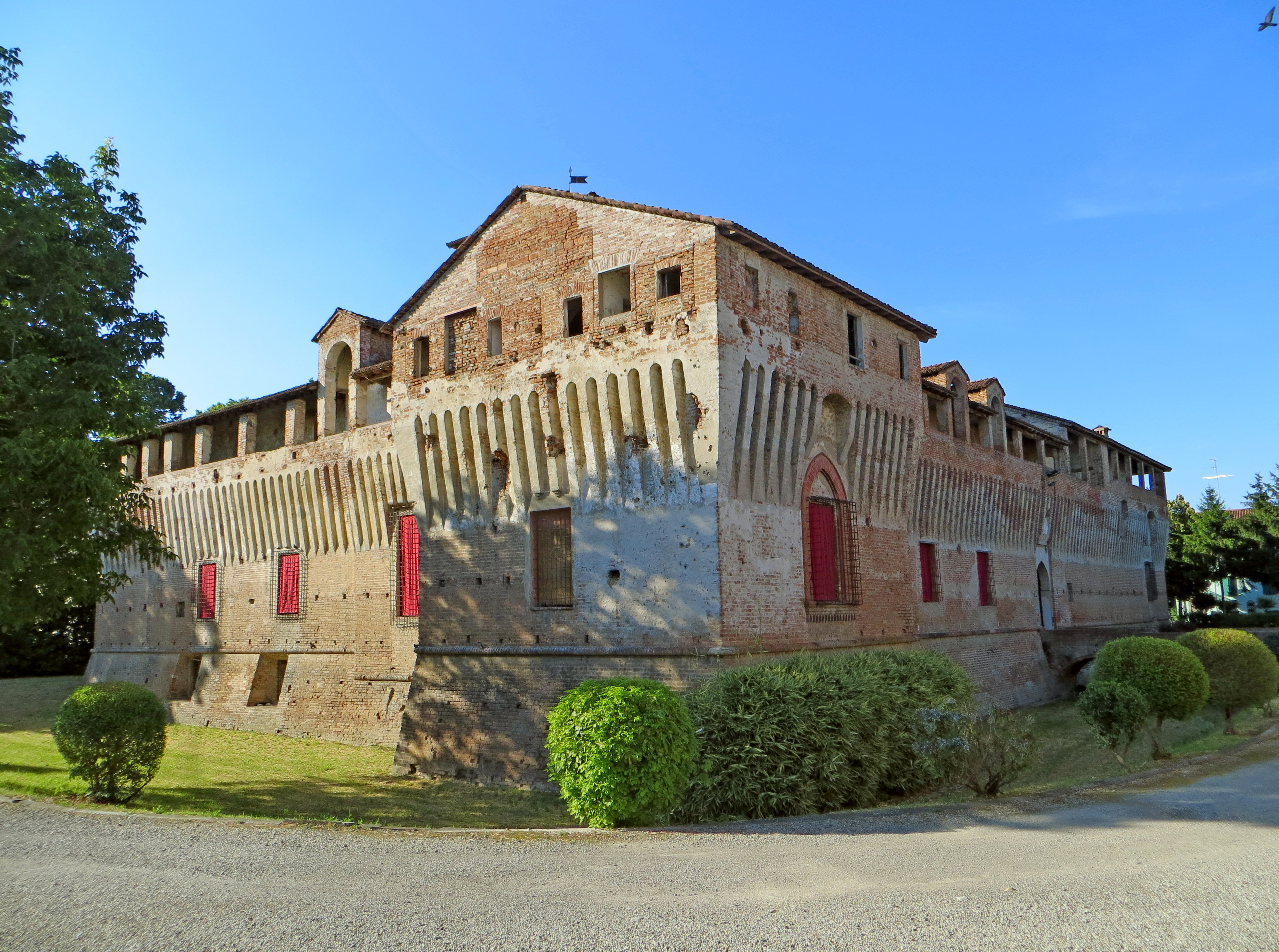
Rocca di Roccabianca

Il Rossi diede l'incarico, tra il 1455 e il 1471, all'orefice parmense Francesco da Enzola di eseguire alcune medaglie recanti la sua effigie e quella della Pellegrini, importanti sotto l'aspetto iconografico, ma oggi quasi tutte disperse. L'artista aveva lavorato per Federico da Montefeltro, Taddeo Manfredi di Faenza, Cecco Ordelaffi di Forlì.
Alla morte di Bianca, avvenuta nel 1480 circa, all'età di 63 anni, venne sepolta nell'oratorio palatino di San Nicomede del castello di Torrechiara dove, due anni dopo, nel 1482, verrà tumulato anche il sessantanovenne conte. Polissena, figlia di Bianca e Melchiorre Arluno, andò in sposa a Bertrando De Rossi nipote di Pier Maria il figlio del conte di Berceto Pietro Maria.
Bianca Pellegrini è talvolta associata a Francesco Sforza ma quello non è corretto. La moglie di Sforza, Bianca Maria Visconti, era una persona diversa e viene sepolta nel Duomo di Milano.